# NGC 4482
NGC 4482 este o galaxie eliptică situată în constelația Fecioara. A fost descoperită în 15 martie 1784 de către William Herschel. Se află la o distanță de 18,03 megaparseci de Pământ.